# Sarah Lassez
 (octobre 2018).
Si vous disposez d'ouvrages ou d'articles de référence ou si vous connaissez des sites web de qualité traitant du thème abordé ici, merci de compléter l'article en donnant les références utiles à sa vérifiabilité et en les liant à la section « Notes et références ».
Sarah Lassez est une actrice et chanteuse franco-américaine et canadienne, née à Sherbrooke au Québec. Elle est née au Canada de parents français (Jean-Louis et Catherine, tous deux informaticien) et a grandi en Australie. À l'âge de 14 ans, elle a déménagé à New York et vit actuellement à Los Angeles. Elle est diplômée des Beaux-Arts de l'Université de New-York (Bachelor of Fine Art). Son grand-père, Jacques Besse, a composé des chansons pour Edith Piaf et des musiques de films. Louis Marcoussis and Alice Halicka, peintres cubistes, sont ses arrière-grands-parents.
Elle est notamment connue pour son rôle dans The Blackout de Abel Ferrara ou dans Nowhere de Gregg Araki.
Elle a publié ses mémoires, Psychic Junkie, en 2006 où elle décrit sa période de dépendance aux médiums/voyants.

## Filmographie

### Cinéma
- 1986 : The Still Point de Barbara Boyd-Anderson : Jane
- 1993 : Roosters de Robert Milton Young : Angela Estelle Morales
- 1993 : Loving Deadly de Kris Kertenian : Melody
- 1995 : Malicious de Ian Corson : Laura
- 1997 : Nowhere de Gregg Araki : Egg
- 1997 : The Blackout d'Abel Ferrara : Annie 2
- 1998 : Le Clown de l'horreur (The Clown at Midnight) de Jean Pellerin : Kate Williams
- 1999 : The Outfitters de Reverge Anselmo : Connie Binoculars
- 1999 : Sleeping Beauties (court-métrage) de Jamie Babbit : Heather
- 2000 : The Gold Cup de Lucas Reiner : Precious
- 2001 : The Sleepy Time Gal de Christopher Munch : Frances à 25 ans
- 2003 : Rien, voilà l'ordre de Jacques Barratier : Coranette
- 2004 : Until the Night de Gregory Hatanaka : Karina
- 2006 : Mad Cowgirl de Gregory Hatanaka : Therese
- 2007 : Fade de Anthony Stagliano : Anne Dichter
- 2008 : Brothel de Amy Waddell : Sophi
- 2009 : Lo de Travis Betz : April
- 2009 : LA Sucks de Andrea Morris : Joan Ovarc
- 2010 : Now Here de Joe Shaughnessy : Margot
- 2011 : The Dead Inside de Travis Betz : Fi
- 2015 : The Wicked Within de Jay Alaimo : Samara